# Skrattkokaburra
Skrattkokaburra (Dacelo novaeguineae) är en stor kungsfiskare i Australien, känd för sitt skrattande läte.
Artepitetet i det vetenskapliga namnet syftar på den ursprunglig antagna utbredningen i Nya Guinea.

## Utbredning och systematik
Skrattkokaburran delas in i två underarter med följande utbredning:
- Dacelo novaeguineae minor – förekommer i nordöstra Australien, från Cape York-halvön och söderut till Cooktown
- Dacelo novaeguineae novaeguineae – förekommer ursprungligen i östra och sydöstra Australien men har även introducerats till Tasmanien och sydvästra Australien

## Levnadssätt
Skrattkokaburran är välkänd för sitt högljudda läte som påminner om ett hjärtligt om än hysteriskt skratt. Den lever vid sötvatten och äter fisk och olika smådjur som ödlor, ormar och andra fåglars ungar. Den häckar i september till november och lägger oftast mellan två och fyra ägg.

## Status och hot
Arten har ett stort utbredningsområde, men tros minska i antal, dock inte tillräckligt kraftigt för att den ska betraktas som hotad. Internationella naturvårdsunionen IUCN listar arten som livskraftig (LC).

## Namn
Artens trivialnamn är ett lånord från Wiradjuri-språkets guuguubarra, vilket är ett onomatopoetiskt ord som härmar dess läte. Skrattkokaburra finns avbildad på australienska mynt.